# Розејлија (Вашингтон)
Розејлија (енгл. Rosalia) град је у америчкој савезној држави Вашингтон. По попису становништва из 2010. у њему је живело 550 становника.

## Демографија
Према попису становништва из 2010. у граду је живело 550 становника, што је 98 (15,1%) становника мање него 2000. године.
| Група             | 2000.       | 2010.       |
| Белци             | 620 (95,7%) | 517 (94,0%) |
| Афроамериканци    | 1 (0,2%)    | 4 (0,7%)    |
| Азијати           | 2 (0,3%)    | 1 (0,2%)    |
| Хиспаноамериканци | 5 (0,8%)    | 23 (4,2%)   |
| Укупно            | 648         | 550         |